# Duca Amone
Il Duca Aimone (chiamato Amone in lingua italiana) è un personaggio del Ciclo Carolingio, Duca di Dordogne (Dordona) della casa di Chiaramonte, marito di Beatrice e padre di numerosi eroi, Rinaldo, Bradamante, Alardo, Gucciardo e Riccardo; suo fratello è Milone, padre di Orlando.
Dal personaggio prende il titolo l'opera I quattro figli di Aimone (titolo originale Les quatre fils Aymon) che ha appunto come protagonisti i suoi quattro figli maschi. Amone è presente anche nell' Orlando furioso di Ludovico Ariosto.

## Orlando Furioso
Amone appare nei canti XLIV XLV e XLVI, gli ultimi tre del poema ariostesco , seguendo la trama propria di sua figlia Bradamante e di Ruggiero. Egli si accorda con l'imperatore Costantino di Bisanzio per dare in sposa Bradamante al figlio di costui, Leone. Bradamante si dispera, in quanto profondamente innamorata di Ruggiero. Alla fine Leone, impressionato dal valore di Ruggero, di cui è anche diventato amico, si farà da parte, permettendo così a Bradamante di sposare l'amato.

## Leggenda di Vasto
Lo studioso Giovanni Pansa nei Miti, leggende e superstizioni d'Abruzzo (1927), ricorda la leggenda popolare che vuole la città del Vasto in Abruzzo dominata dal duca Aimone di Dordogna nell'802, quando Pipino il Breve figlio di Carlo Magno, discese in Italia contro il ducato di Benevento. Nell'801 la città di Teate oggi Chieti fu bruciata e distrutta, così avvenne anche per Buca e Histonium, l'antica Vasto, che furono devastate. Vasto secondo la leggenda fu ricostruita e aggregata al Ducato di Spoleto, e prese il nome di "Guasto Aimone", separata e poi unita al quartiere del Guasto Gisone, oggi rione di Santa Maria Maggiore. Questa tradizione sul toponimo antico di Vasto fu ripresa da vari storici locali come Domenico Romanelli, Luigi Marchesani, Luigi Anelli.

## Fortuna del personaggio
- Viene citato nel romanzo Donna di Spade di Giuseppe Pederiali.